# سونیک خارپشت ۲ (فیلم)
سونیک خارپشت ۲ (به انگلیسی: Sonic the Hedgehog 2) یک فیلم علمی تخیلی اکشن ماجراجویی کمدی محصول ۲۰۲۲ به کارگردانی جف فاولر و نویسندگی پاتریک کیسی، جاش میلر و جان ویتینتون است که بر پایهٔ مجموعه بازی‌های ویدئویی به همین نام از سگا ساخته شده‌است. این فیلم دنبالهٔ سونیک خارپشت (۲۰۲۰) و است و داستان سونیک (با صداپیشگی بن شوارتز) و تیلز (با صداپیشگی کالین اوشاگنسی) را دنبال می‌کند که باید پیش از دکتر اگمن (با بازی جیم کری) و ناکلز (با صداپیشگی ادریس البا) الماس افسانه‌ای را پیدا کنند؛ جیمز مارسدن و تیکا سومپتر نقش‌های خود را به عنوان پدر و مادر خواندهٔ سونیک در کنار آدام پالی و شیمار مور، تکرار می‌کنند.
بعد از موفقیت اولین فیلم، پارامونت پیکچرز ساخت دنبالهٔ آن را در ماه مهٔ ۲۰۲۰ تأیید کرده و اعلام کرد که فاولر دوباره به عنوان کارگردان، در کنار کیسی و جاش میلر به عنوان نویسنده بازمی‌گردند. فیلمبرداری از مارس تا ژوئن ۲۰۲۱ در ونکوور و هاوایی انجام شد. سونیک خارپشت ۲ از ۳۰ مارس ۲۰۲۲ در چندین بازار بین‌المللی اکران شد و در ۸ آوریل در ایالات متحده توسط پارامونت پیکچرز با همکاری سگا سامی اکران شد.
سونیک خارپشت ۲ با فروش ۴۰۲ میلیون دلار در سراسر جهان در گیشه موفق بود و منتقدان از سکانس‌های اکشن، اجراها، طنزها و شخصیت‌های آن تمجید کردند، اما از فیلمنامه، زمان اجرا و سرعت پیشروی فیلم انتقاد کردند. یک فیلم سوم در ۲۰ دسامبر ۲۰۲۴ و یک سری اسپین‌آف با تمرکز بر ناکلز نیز پس از این فیلم منتشر شدند.

## داستان
سونیک خارپشت هشت ماه پس از شکست دادن دکتر روباتنیک و پذیرفته‌شدن توسط تام و مدی واچوفسکی به عنوان فرزندشان، سعی می‌کند به مردم به عنوان یک کیفر جو کمک کند تا موفقیت کمی کسب کند. تام قبل از اینکه او و مدی برای عروسی خواهرش راشل در هاوایی بروند به سونیک توصیه می‌کند تا روزی که به قدرت‌هایش نیاز است، صبور باشد. سونیک قصد دارد در حالی که در خانه تنهاست تفریح کند، اما توسط روباتنیک مورد حمله قرار می‌گیرد که با کمک ناکلز اکیدنا بازگشته است. ناکلز می‌خواهد به میراث قبیله منقرض شده خود احترام بگذارد و خواستار مکان الماس افسانه‌ای است، یک یادگار باستانی که به صاحبش اجازه می‌دهد دنیا را به خواست خودش تغییر کند.
سونیک توسط مایلز «تیلز» پروور، یک روباه دو دم که او را ستایش می‌کند و به او در مورد ناکلز هشدار می‌دهد، نجات می‌یابد. سونیک تیلز را متقاعد می‌کند تا به او کمک کند تا الماس را پیدا کند، در حالی که روباتنیک با دستیارش استون دوباره متحد می‌شود و با نقشهٔ دزدیدن زمرد، پیشنهاد کمک به ناکلز را می‌دهد. سونیک و تیلز سرنخ‌هایی را روی نقشه‌ای از لانگ‌کلاو، نگهبان متوفی سونیک به سیبری دنبال می‌کنند، جایی که قطب‌نما را در یک معبد قدیمی پیدا می‌کنند. روباتنیک و ناکلز آنها را تعقیب می‌کنند و سونیک و تیلز را به پایین کوه تعقیب می‌کنند. در طول یک بهمن متعاقب، روباتنیک و ناکلز قطب‌نما را می‌دزدند. تام سونیک و تیلز را با استفاده از یک حلقه نجات می‌دهد تا آنها را به عروسی انتقال دهد.
رندال، نامزد ریچل، و مهمانان عروسی‌اش، خود را به عنوان مأموران مخفی واحدهای نگهبان ملل (G.U.N) نشان می‌دهند و سونیک، تیلز و تام را دستگیر می‌کنند. ریچل که از فریب خشمگین است، با مدی کار می‌کند تا آنها را نجات دهد و انتقامش را از رندال بگیرد، در حالی که روباتنیک و ناکلز یک معبد زیر آب را پیدا می‌کنند که حاوی الماس افسانه‌ای است. سونیک به معبد می‌رود و با ناکلز می‌جنگد، اما روباتنیک به ناکلز خیانت می‌کند، زمرد را می‌دزدد و ناکلز را رها می‌کند تا با سونیک بمیرد، زیرا معبد فرو می‌ریزد. سونیک و ناکلز فرار می‌کنند و آشتی می‌کنند و توافق می‌کنند که با هم کار کنند تا تیلز آنها را در هواپیمای دوباله نجات دهد. روباتنیک الماس را جذب می‌کند و قدرت زیادی به دست می‌آورد.
در گرین هیلز، روباتنیک از توانایی‌های جدید خود برای از بین بردن سلاح‌های G.U.N و ایجاد یک ربات غول پیکر شبیه خود استفاده می‌کند. سونیک، تلیز و ناکلز با هم کار می‌کنند تا با ربات و پهپادهای همراهش بجنگند و الماس را پس بگیرند، اما الماس شکسته و تبدیل به هفت زمرد خرد می‌شود. تام و مدی سونیک را نجات می‌دهند که از زمردهای شکسته برای تبدیل شدن به سوپر سونیک استفاده می‌کند. او ربات را قبل از پراکنده کردن زمردها و بازگشت به حالت عادی از بین می‌برد. ناکلز الماس را از تکه‌های باقی مانده بازیابی می‌کند و موافقت می‌کند که با سونیک و تیلز از آن محافظت کند. این سه با واچوفسکی‌ها زندگی آرامی را از سر می‌گیرند.
در یک صحنه پس از تیتراژ، استون به G.U.N نفوذ می‌کند و آنها شروع به جستجوی جسد روباتنیک در آوار ماشین می‌کنند. یک مأمور به فرمانده اسلحه والترز گزارش می‌دهد که یک پرونده ۵۰ ساله حاوی مختصات یک مرکز تحقیقاتی که شدو خارپشت را در خود جای داده‌است، کشف شده‌است.

## بازیگران

### صداپیشه‌های پویانمایی
- بن شوارتز در نقش سونیک خارپشت: جوجه تیغی آبی انسان نما که می‌تواند با سرعت مافوق صوت بدود. او می‌خواهد از قدرت خود برای قهرمان شدن و نجات جان انسان‌ها استفاده کند، اما بسیار نابالغ و بی پروا است. فرصت او زودتر از آنچه انتظار می‌رفت با اطلاع از بازگشت دشمن سرسختش، دکتر روباتنیک و جستجوی او برای قدرت نهایی الماس افسانه‌ای، به دست می‌آید، سونیک تصمیم می‌گیرد با همکاری با بهترین دوست جدیدش، تیلز، او را متوقف کند.[۹][۱۰]
  - بنجامین ال. والیچ نقش خود را به عنوان سونیک جوان از اولین فیلم (از طریق ضبط‌های آرشیوی) در طول برخی از فلاش‌بک‌های سونیک تکرار می‌کند.[۱۱]
- کالین اوشاگنسی در نقش مایلز «تیلز» پراور: یک روباه زرد انسان نما که می‌تواند با دو دم خود پرواز کند و به سرعت تبدیل به بهترین دوست سونیک می‌شود. او در سیاره خود به دلیل عجیب و غریب دیده شدن دو دمش دوری گزید و تنها ماند، اما پس از دیدن شجاعت او در مبارزه با روبوتنیک از سونیک الهام گرفت و پس از اینکه متوجه شد ناکلز او را شکار می‌کند به او می‌پیوندد. اوشاگنسی تنها عضو صداپیشگی از مجموعه بازی‌های سونیک خارپشت است که نقش خود را برای این فیلم تکرار می‌کند.[۱۲][۱۳]
- ادریس البا در نقش ناکلز اکیدنا: یک جنگجوی اکیدنا قرمز انسانی با قدرت مافوق بشری که با دکتر روباتنیک همکاری می‌کند تا الماس را پیدا کند و سونیک را شکست دهد. او تنها بازمانده قبیله اکیدنا پس از نابودی آنها توسط قبیله جغد است.[۱۰] البا با کاوش در تاریخچه و هویت شخصیت برای‌این نقش آماده شد.[۱۴] کارگردان جف فاولر می‌خواست نمایش فیلم از ناکلز یادآور ظاهر اولیه او باشد و گفت: «تمام وجود او به افتخار و جنگجو بودن است» و او را «نیروی طبیعت» توصیف کرد.[۱۴]
- دونا جی فولکس در نقش لانگ کلاو، یک جغد قهوه‌ای انسان نما که مربی و مراقب سابق سونیک بود.

### بازیگران لایو اکشن
- جیم کری در نقش دکتر اگمن: دانشمندی دیوانه و دشمن اصلی سونیک. پس از فرار از سیاره قارچ، او با ناکلز همکاری می‌کند تا انتقام خود را از سونیک بگیرد و الماس را پیدا کند.[۱۵]
- جیمز مارسدن در نقش تام واچوفسکی: کلانتر منطقه گرین هیل و پدر خوانده سونیک. او با همسرش به هاوایی می‌رود تا ازدواج راشل را جشن بگیرد و سونیک را در خانه اش تنها می‌گذارد.[۱۶]
- تیکا سومپتر در نقش مدی واچوفسکی: همسر تام و دامپزشک محلی گرین هیل که همچنین مادر خوانده سونیک است. او با تام به هاوایی می‌رود تا عروسی خواهرش را جشن بگیرد.[۱۶]
- ناتاشا راث‌ول در نقش راشل: خواهر بزرگتر مدی که به دلیل اتفاقات فیلم قبلی تام را دوست ندارد. او با رندال ازدواج می‌کند، غافل از اینکه او یک مأمور گان G.U.N (واحد نگهبان ملل) است که از مراسم عروسی به عنوان پوشش استفاده می‌کند.[۱۷]
- آدام پالی در نقش وید ویپل: معاون کلانتر گرین هیلز و دوست تام. او با دور شدن تام، کلانتر موقت گرین هیلز می‌شود.[۱۶]
- شیمار مور در نقش رندال: نامزد ریچل و مأمور مخفی گان (G.U.N).[۱۸][۱۹]
- لی مجدوب در نقش استون: یک مأمور سابق دولتی که دستیار وفادار اگمن است.[۲۰]
- تام باتلر در نقش فرمانده والترز: جانشین رئیس ستاد مشترک که اکنون بنیانگذار و رهبر سازمان نظامی G.U.N است[۲۱]
- ملودی نوسیفو نیمن در نقش جوجو: دختر راشل و خواهرزاده مدی و تام.

## انتشار
در ۱ مارس ۲۰۲۲، پارامونت اکران روسی فیلم را در پاسخ به حمله ۲۰۲۲ روسیه به اوکراین لغو کرد. در ۱۴ مارس، زمانی که بلیت‌ها برای ایالات متحده فروخته شد، یک نمایش دسترسی اولیه به نام «رویداد هواداران» برای ۶ آوریل اعلام شد.
سونیک خارپشت ۲ برای اولین بار توسط پارامونت پیکچرز در چندین بازار بین‌المللی از جمله فرانسه و هلند در ۳۰ مارس ۲۰۲۲ و بریتانیا در ۱ آوریل ۲۰۲۲ و در ایالات متحده در ۸ آوریل ۲۰۲۲ منتشر شد. قرار است این فیلم ۴۵ روز پس از اکران فیلم در ایالات متحده در سرویس استریم پارامونت پلاس قرار گیرد.

## بازخورد
در وبگاه جمع‌آوری نقد راتن تومیتوز، ٪۶۹ از ۱۷۴ بررسی منتقدان مثبت است و میانگینِ امتیاز آن ۵٫۹/۱۰ است. اجماع این وبگاه چنین می‌نویسد: «به اندازه بازی‌های عالی این پسر کوچولوی آبی‌رنگ سرگرم‌کننده نیست، اما اگر از فیلم اول لذت بردید، سونیک خارپشت ۲ به‌عنوان یک دنبالهٔ عمومی قابل قبول عمل می‌کند.» این فیلم در متاکریتیک که از میانگین وزنی استفاده می‌کند، بر اساس نظر ۳۳ منتقدین امتیاز ۴۷ از ۱۰۰ را کسب کرده که نشان‌گر «نقدهای مختلط یا متوسط» است.

## آینده
در فوریه ۲۰۲۲، سگا آمریکا و پارامونت پیکچرز تأیید کردند که فیلم سینمایی سونیک خارپشت ۳ و یک سری اسپین‌آف با عنوان ناکلز در حال توسعه هستند. ادریس البا در این سریال که در سرویس استریم پارامونت پلاس در ۲۰۲۳ منتشر شد، نقش خود را به عنوان ناکلز بازی کرد، و فیلم سوم در تاریخ ۲۰ دسامبر ۲۰۲۴ منتشر شد.
در آوریل ۲۰۲۲، پس از اینکه کری اعلام کرد در نظر دارد از بازیگری کناره‌گیری کند، تهیه‌کنندگان موریتز و اشر تأیید کردند که نقش او به‌عنوان دکتر اگمن در هیچ‌یک از دنباله‌ها تغییر نخواهد کرد، اگر او برنامه‌های بازنشستگی خود را دنبال کند. با این حال، آنها امیدوار بودند که بتوانند یک فیلمنامه به اندازه کافی خوب برای او برای ادامه نقش ایجاد کنند.

## یادداشت
1. ↑  سونیک خارپشت توسط سونیک تیم توسعه داده شد و توسط سگا توزیع شد، کارگردانی و برنامه‌ریزی شده توسط یوجی ناکا، طراحی شده توسط هیروکازو یاسوهارا، و تصویرسازی شده توسط نائوتو اوشیما.[۱][۲]